# Stefan Bötticher
Stefan Bötticher (ur. 1 lutego 1992 w Leinefelde) – niemiecki kolarz torowy, czterokrotny medalista mistrzostw świata.

## Kariera
Pierwsze sukcesy w karierze Stefan Bötticher osiągnął w 2009 roku, kiedy zdobył srebrne medale w sprincie indywidualnym i drużynowym podczas mistrzostw świata juniorów. Rok później w tej samej kategorii wiekowej był trzeci drużynowo i drugi indywidualnie. Na mistrzostwach Europy w kategorii U-23 Bötticher zdobył trzy złote medale: w sprincie drużynowym, indywidualnym oraz keirinie. W 2013 roku wystąpił na mistrzostwach świata w Mińsku, gdzie wspólnie z René Endersem i Maximilianem Levym zwyciężył w sprincie drużynowym, zdobywając tym samym swój pierwszy medal wśród seniorów. Trzy dni później Bötticher okazał się również najlepszy indywidualnie, bezpośrednio wyprzedzając Rosjanina Dienisa Dmitrijewa oraz Francuza François Pervisa. W 2014 roku zdobył srebrny medal w sprincie indywidualnym podczas mistrzostw świata w Cali, ulegając tylko Pervisowi.